# BBC Radio Cumbria
BBC Radio Cumbria – brytyjska stacja radiowa należąca do publicznego nadawcy radiowo-telewizyjnego BBC i pełniąca w jego sieci rolę stacji lokalnej dla hrabstwa Kumbria. Została uruchomiona 24 listopada 1973 jako BBC Radio Carlisle, obecną nazwę nosi od maja 1982 roku. Jest dostępna w analogowym przekazie naziemnym oraz w Internecie.
Główną siedzibą stacji, skąd nadawana jest większość jej audycji, jest ośrodek BBC w Carlisle. Pomocniczo stacja wykorzystuje również studio w Barrow-in-Furness. Oprócz tego na jej antenie można usłyszeć wspólny wieczorny magazyn reporterski wszystkich angielskich stacji lokalnych BBC, koordynowany przez BBC Radio Leeds, oraz audycje ogólnokrajowego BBC Radio 5 Live. 